# میم (کهک)
میم، روستایی در دهستان فردو بخش فردو شهرستان کهک در استان قم ایران است.از آثار باستانی این روستا میتوان میل تاریخی میم را نام برد

## جمعیت
بر پایه سرشماری عمومی نفوس و مسکن در سال ۱۳۹۵، جمعیت این روستا برابر با ۳۵۵ نفر (۱۲۳ خانوار) بوده‌است.